# Ängsö
Ängsö este o arie protejată (arie specială de conservare — SAC, sit de importanță comunitară — SCI) din Suedia întinsă pe o suprafață de 194,9 ha, integral pe uscat.

## Localizare
Centrul sitului Ängsö este situat la coordonatele 59°37′27″N 18°45′51″E / 59.6241°N 18.7642°E.

## Înființare
Situl Ängsö a fost declarat sit de importanță comunitară în decembrie 1995 pentru a proteja un număr necunoscut de specii din flora spontană și fauna sălbatică aflate în arealul zonei. Situl a fost protejat și ca arie specială de conservare în martie 2011.

## Biodiversitate
Situată în ecoregiunile boreală și marină baltică, aria protejată conține 8 habitate naturale: Pășuni de coastă din Baltica boreală, Pajiști din zone de pădure fino-scandinave, Lagune de coastă, Taiga vestică, Pajiști cu Molinia pe soluri calcaroase, turboase sau argilos-nămoloase (Molinion caeruleae), Recifuri, Pășuni din zone de pădure fino-scandinave, Fânețe de joasă altitudine (Alopecurus pratensis, Sanguisorba officinalis).
La baza desemnării sitului se află un număr nedeclarat de specii protejate.